# Pemmering

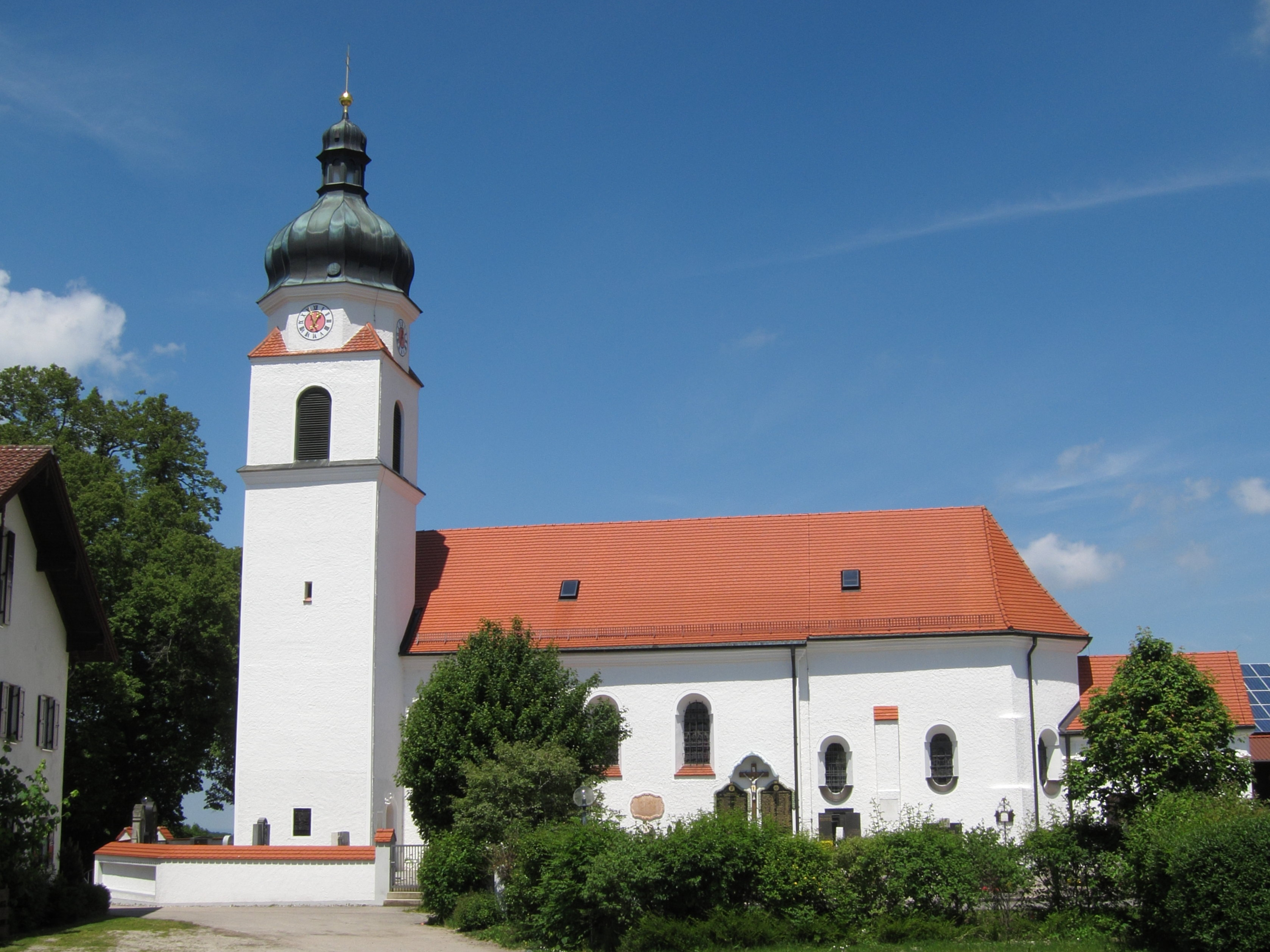
Pfarrkirche in Pemmering

Das Pfarrdorf Pemmering ist ein südwestlicher Gemeindeteil des Marktes Isen im oberbayerischen Landkreis Erding.

## Geschichte
Der Ort war Teil der freisingischen Herrschaft Burgrain. Nach deren Auflösung infolge der Säkularisation 1802 wurde 1808 aus dem südwestlichen Viertel des Herrschaftsgebietes die bayerische Gemeinde Mittbach (mit Pemmering) gebildet. Sie kam 1818 zum Landgericht und späteren Bezirksamt Wasserburg. Ab der Kreisgebietsreform am 1. Juli 1972 gehört der Ort zum Landkreis Erding. Am 1. Mai 1978 wurde Mittbach bei der Gemeindereform dem Markt Isen zugewiesen.

## Pfarrgeschichte
Im Jahre 1116 bestätigte Bischof Egilbert von Freising dem Dekan Baptist des Stiftes Isen, der Pfarrei Permaningen (Pemmering) das „ius praecurtandi“ (= vorheriges Recht). Nach diesen bestätigten Pfarrrechten hat Pemmering bereits vor 1116 existiert. Die heutige katholische Pfarrkirche St. Margareth ist ein langgestreckter Saalbau mit leicht eingezogenem polygonalem Chorabschluss, angefügter Sakristei und Westturm mit Spindelhelm. Der Chor spätgotisch, das Langhaus aus dem 17./18. Jahrhundert und nach Brand 1776 umgebaut. Die Pfarrei Mittbach wurde 1828 in die Pfarrei Pemmering eingegliedert. Die Pfarrei ist heute Teil des Pfarrverbandes Isen.